# Libon (arkitekt)
Libon var en antik grekisk arkitekt på 400-talet f. Kr.
Libon är mest känd som byggmästare av det stora Zeustemplet i Olympia.